# Frank J. Selke
Temple de la renommée : 1960
Francis Joseph Aloysius Selke (né le 7 mai 1893 et mort le 3 juillet 1985) est un dirigeant de la Ligue nationale de hockey (LNH) en Amérique du Nord.

## Biographie
Frank Selke commence sa carrière de dirigeant à l'âge de 14 ans lorsqu'il devient gérant des Iroquois Bantams de Berlin, une équipe bantam de l'Ontario. Au cours d'un tournoi de hockey, il rencontre Conn Smythe qui va lui permettre de faire ses débuts dans la Ligue nationale de hockey. En 1919, Selke est l'entraîneur de l'Université de Toronto qui remporte la première édition de la Coupe Memorial. Peu de temps après il entraîne les Ravinas de Toronto, une équipe semi-professionnelle de la Canadian Professional Hockey League. 
En 1929, Smythe achète les Saint-Patricks de Toronto et les renomme Maple Leafs. Il engage Selke comme assistant directeur-général. La belle histoire entre Smythe et Selke dure une vingtaine d’années jusqu’au jour où Selke décide de procéder à un échange sans consulter Smythe au préalable. En échangeant le jeune prospect de 17 ans Frank Eddolls aux Canadiens de Montréal, en retour de Ted Kennedy, il s'attire les foudres du patron de l'équipe qui décide de reprendre le club en main. Il ne reste pas longtemps sans contrat, le 26 juillet 1946, Selke devient directeur-général des Canadiens de Montréal.
Ironiquement, les Maple Leafs remporteront quatre des cinq coupes Stanley suivantes mais Selke a sa revanche quand les Canadiens remportent cinq Coupes Stanley consécutives de 1956 à 1960. Il connaît un règne de 18 saisons avec l'équipe de Montréal en leur permettant de remporter un total de six coupes Stanley sur onze finales. Il prend sa retraite de l'équipe en 1964 à l'âge de 71 ans. Il contribue également à l’élaboration du Temple de la renommée. 
Il meurt le 3 juillet 1985 à Rigaud à l'âge de 92 ans. En son honneur, sa dépouille est exposée au sein du Forum de Montréal pendant quelques heures. Deux trophées sont mis en place par la suite par la LNH et également la Ligue de hockey junior majeur du Québec. Dans la LNH, le trophée récompense l'attaquant « défensif »
Le trophée de la LHJMQ récompense le joueur avec le meilleur esprit sportif a été nommée en son honneur entre 1969 et 2024. Depuis 2024, il honore le joueur David Desharnais.